# Barndom (Tove Ditlevsen)
Barndom er en erindringsroman af forfatteren Tove Ditlevsen skrevet og udgivet i 1967. Den handler om hendes opvækst i København i årene efter Første Verdenskrig. Den beskriver en barndom under trange kår i Vesterbros arbejderkvarterer, men også hvordan kimen lægges til det senere forfatterskab. Den blev efterfulgt af Ungdom ligeledes fra 1967. De to bøger blev i 1969 udgivet samlet under titlen "Det tidlige forår".